# 冠山乡
冠山乡，是中华人民共和国江西省吉安市吉水县下辖的一个乡镇级行政单位。

## 行政区划
冠山乡下辖以下地区：
冠山社区、福全村、杏口村、桂元村、浒岭村、坪上村和分湖村。